# C'est une belle journée
C'est une belle journee is een nummer van de Franse zangeres Mylène Farmer uit 2002. Het is de tweede single van haar verzamelalbum Les Mots.
Hoewel de titel optimistisch klinkt, heeft "C'est une belle journée" een sombere tekst. De platenmaatschappijen wilden het nummer in februari 2002 al uitbrengen, maar vanwege het enorme succes van de single "Les Mots", opgenomen als duet met Seal, werd de nieuwe single echter pas in april 2002 uitgebracht. De eerste regels van het refrein waren aanvankelijk "C'est une belle journée, je vais me tuer". Maar omdat deze tekst door kwetsbare mensen zou kunnen worden opgevat als een aanzet tot zelfmoord, werd de regel uiteindelijk vervangen door "C'est une belle journée, je vais me coucher".
Het nummer werd een grote hit in Frankrijk en bereikte daar de 5e positie.

## Tracklijst
- Cd-single

1. "C'est une belle journée" (singleversie) - 4:10
2. "C'est une belle journée" (instrumentale versie) - 4:15